# Jacopo Rampini
Jacopo Rampini (Roma, 17 agosto 1986) è un attore italiano naturalizzato statunitense.

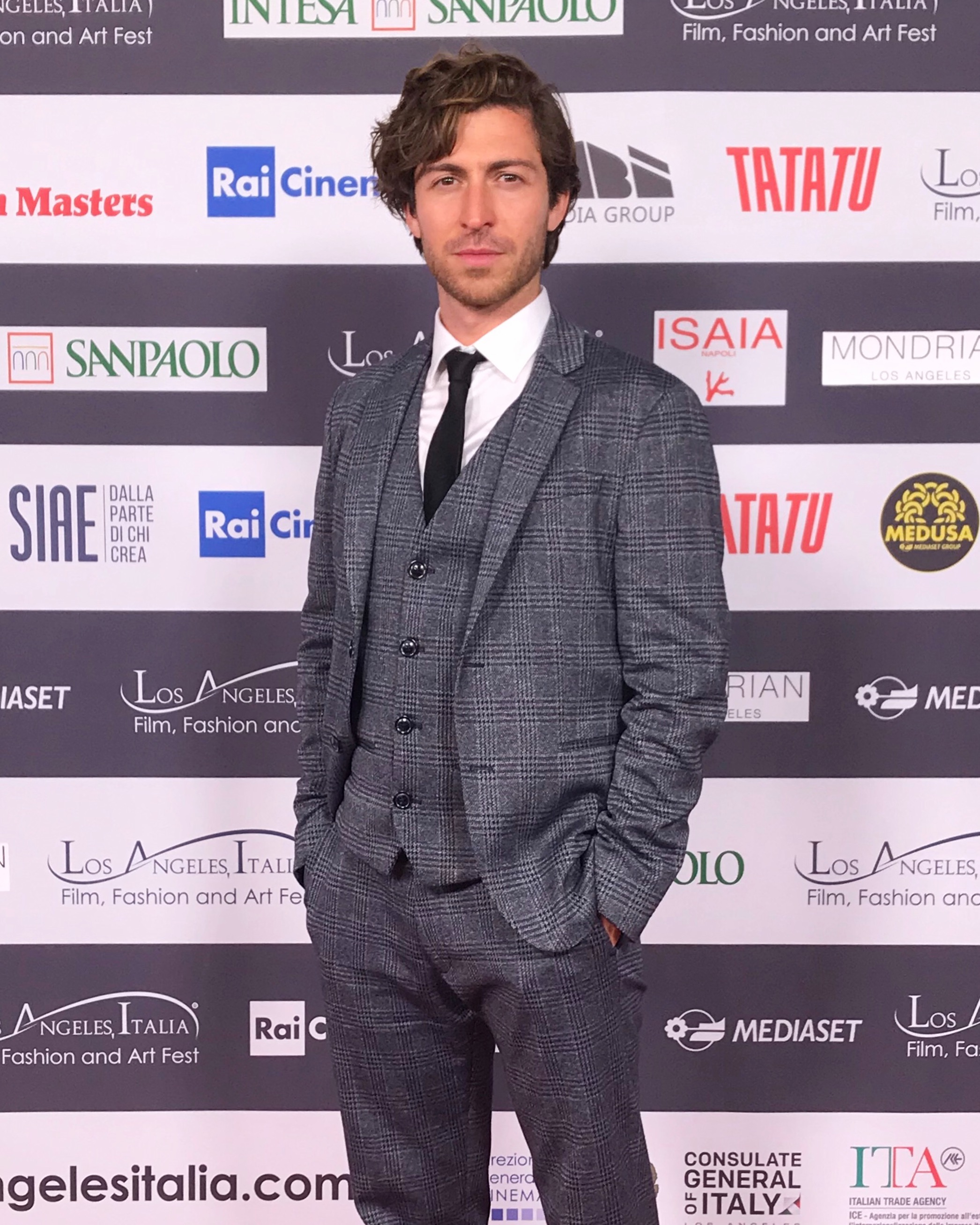
Jacopo Rampini al Los Angeles Italia Film Festival nel 2019

Ha la doppia cittadinanza, italiana e statunitense, e vive a New York dove lavora a teatro, in televisione e nel cinema indipendente.

## Biografia

### Origini e formazione
Nato a Roma, figlio del giornalista e scrittore Federico Rampini, ha vissuto prima a San Francisco poi a Parigi, dove si è laureato in lettere e filosofia presso la Sorbona. Ha studiato recitazione all’American Conservatory Theatre di San Francisco e all'American Academy of Dramatic Arts di New York.. Nel 2016, dopo gli studi di teatro negli Stati Uniti, consegue un master presso l'Accademia Teatro alla Scala e il Politecnico di Milano. 

### Carriera
Dopo la laurea in filosofia e letteratura alla Sorbona a Parigi, nel 2008 si trasferisce a New York dove comincia il percorso di studi di recitazione all’American Academy of Dramatic Arts e allo Stella Adler Studio of Acting. Dopo tre anni di formazione, debutta nei teatri Off-Broadway di Manhattan e Brooklyn, e nel 2012 al festival di teatro di Williamstown dove recita in Casa di bambola di Henrik Ibsen per la regia di Sam Gold.
Nel 2014 debutta in televisione negli Stati Uniti come coprotagonista nel ruolo del giovane Stalin nella serie televisiva statunitense World Wars - Il mondo in guerra sul canale History.
Nel 2016 recita nella serie I Medici per la RAI. Nello stesso anno è autore del testo Visuality, che interpreta al Queens Theatre di New York con il gruppo spagnolo CreArtBox. Nel 2017 è autore del testo Trump Blues o L'età dell'oro, presentato al Festival dei Due Mondi di Spoleto, scritto con il padre, il giornalista e scrittore Federico Rampini.
Nel 2018 torna in televisione nella serie Law & Order - Unità vittime speciali per NBC. 
Nel maggio del 2019 va in scena al Piccolo Teatro di Milano con lo spettacolo Essere Leonardo da Vinci scritto da Massimiliano Finazzer Flory.
Nel 2019 interpreta il ruolo di Nick in FBI, la serie televisiva statunitense. Nello stesso anno recita nella serie Catch-22, miniserie televisiva statunitense diretta da George Clooney in Italia. Sempre nel 2019 è co-protagonista e co-produttore del lungometraggio Essere Leonardo da Vinci, scritto e diretto da Massimiliano Finazzer Flory.
Nel 2021 recita nella serie televisiva statunitense Halston andata in onda su Netflix il 14 maggio 2021. Nel dicembre 2021 è protagonista di Great Men, pièce teatrale in tre lingue che narra l'esilio di Dante e di Napoleone.
Nel 2022 interpreta il ruolo di Jona nella serie televisiva spaghetti-western That Dirty Black Bag andata in onda sul canale televisivo AMC.
Nel 2023 recita nel film Romantiche di Pilar Fogliati per la regia di Giovanni Veronesi.
Sempre nel 2023 torna al cinema nel film La quattordicesima domenica del tempo ordinario per la regia di Pupi Avati.
Nel Maggio del 2023 torna a teatro nello spettacolo “A che cosa serve l’America?” con Federico Rampini al Teatro Carcano di Milano. Sempre nel 2023, torna in televisione con la serie televisiva statunitense The Blacklist per il network NBC.
Sempre nel 2023, interpreta il ruolo di William Shakespeare nel film Shakespea Re di Napoli, presentato alla Festa del Cinema di Roma.
Nel 2024 recita nella serie tv Power prodotta da Curtis "50 Cent" Jackson per il network statunitense Starz. Sempre nel 2024 è protagonista del film Il ladro di stelle cadenti per la regia di Francisco Saia.
Nel 2025 ha pubblicato con il padre Federico Rampini il romanzo Il gioco del potere, edito da Mondadori nella collana Strade Blu.

## Filmografia

### Cinema
- I toni dell'amore - Love Is Strange (Love Is Strange), regia di Ira Sachs (2014)
- Essere Leonardo da Vinci, regia di Massimiliano Finazzer Flory (2019)
- I molti santi del New Jersey (The Many Saints of Newark), regia di Alan Taylor (2021)
- Romantiche, regia di Pilar Fogliati e Giovanni Veronesi (2023)
- La quattordicesima domenica del tempo ordinario, regia di Pupi Avati (2023)
- Shakespea Re di Napoli, regia di Ruggero Cappuccio (2023)
- Il ladro di stelle cadenti, regia di Francisco Saia (2024)
- Race for Glory: Audi vs. Lancia, regia di Stefano Mordini (2024)

### Televisione
- World Wars - Il mondo in guerra, regia di John Ealer (2014)
- Medici: Masters of Florence, regia di Sergio Mimica-Gezzan (2016)
- Brown Nation, regia di Abi Varghese (2016)
- Law & Order - Unità vittime speciali (Law & Order: Special Victims Unit) – serie TV (2018)
- FBI, regia di Alex Chapple (2018)
- Catch-22, regia di George Clooney – miniserie TV 1 puntata (2019)
- Halston, regia di Ryan Murphy – miniserie TV 1 puntata (2021)
- That Dirty Black Bag – serie TV 3 puntate (2022)
- The Blacklist – serie TV (2023)
- Power – serie TV (2024)
- Survival of the Thickest – serie TV (2025)

### Teatro
- Casa di bambola, di Henrik Ibsen, al Festival di Williamstown per la regia di Sam Gold
- Trump Blues o L'età dell'oro, scritto da Federico Rampini, presentato in anteprima al Festival di Spoleto
- Essere Leonardo da Vinci, scritto da Massimiliano Finazzer Flory presentato al Piccolo Teatro di Milano
- Great Men, diretto da Fabio Cherstich per la Pinacoteca di Brera
- Suicidio Occidentale di Federico Rampini per il Teatro Carcano

## Pubblicazioni
- Il gioco del potere, con Federico Rampini, Collana Strade Blu, Milano, Mondadori, 2025, ISBN 978-88-04-79034-1.